# Azon制導炸彈
（通稱：Azon；名字來自：純方位角），是世界上最早的制導武器之一，由盟軍所部署，並與納粹德國的制導武器弗里茨 X同時間使用。
它被正式命名為VB-1（意為：垂直炸彈1型），為第二次世界大戰後期由亨利·J·蘭德少校（Henry J. Rand）和托馬斯·J·奧唐奈（Thomas J. O'Donnell）少校所發明，旨在解決摧毀支撐著泰緬鐵路的大部分狹窄的木橋（例如桂河大桥）這一難題。

## 歷史
1942年，美國國防研究委員會（NDRC）正在研究制導炸彈。此時，由於對航空炸弹的旋轉控制不完全，制導並不準確。鑑於這些缺點，於1943年5月研發了AZON。可投放的飛機是B-17“飛行堡壘”、B-24“解放者”、B-25“米切尔”、B-26“掠奪者”等轟炸機和P-38“閃電”式雙发动机战斗机。命中比較證實了非制導炸彈對AZON的準確性比為29：1。
當時，納粹德國正在研製各種制導炸彈，總部設於英国的美國陸軍航空軍第八司令部正在分析有關這些武器的情報。1940年研發的Hs 293在1943年8月擊沉了英國浅水重炮舰，而1938年研發的弗里茨 X亦在1943年9月8日擊沉了意大利海军所屬的羅馬號。這些事態發展促使第八航空軍推動國防部研發制導武器。
1943年9月後期，美國國防部響應作戰需求，要求团结飞机公司促進AZON的研發。該公司採用無線電遙控坦克和飛機進行制導測試，並且於1944年初完成了制導系統。高級將領使用彩色膠卷，比較了AZON與傳統無誘導炸彈以後，第八航空軍司令部司令詹姆斯·H·杜利特爾中將認為該武器適合於對橋樑和鐵路的精確轟炸，並要求立即裝備軍隊。1944年3月至1944年4月間，AZON獲訂購了2,000套。在緊急情況以下，第八航空軍進一步要求100至300套，而土地公司亦加快了其生產速度。
第二次世界大戰結束以後，殘留在倉庫當中的VB-1制導炸彈亦在朝鲜战争當中被使用。

## 概述

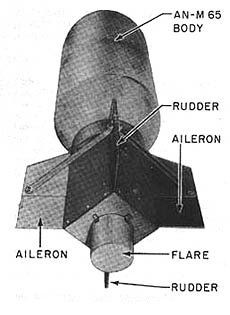
Azon的組成部分

AZON在前方為傳統通用炸彈彈體，在彈尾設有制導系統。因此，可以簡單地通過將套件安裝到傳統通用炸彈上以製造制導炸彈，從而降低了成本。
AZON本質上是1,000磅（453.59千克）的Mark 65通用炸彈（又稱：AN-M65）在“彈尾組件”的一部分具有四枚四邊形鰭型無線電遙控尾翼式設計，以提供所需的制導能力，從而可以調整其垂直軌跡在偏擺軸以上，使得Azon裝置具有橫向轉向能力（但這意味著它只能左右轉向，而無法改變其俯仰或是降下速度）。由於並無任何俯仰控制，這意味著轟炸機的投彈手仍然必須以其投彈瞄準具準確地將其投放，以確保其不會低於目標或是超出目標。“彈尾組件”是以螺栓固定在標準炸彈的彈頭以上，取代了通常的鈑金固定鰭翼；這個概念是在製造現代制導炸彈（例如聯合直接攻擊彈藥、鋪路系列、KAB-500L等）的常用方法的早期迭代：將制導和控制部件成獨立的部件，並且附接在標準“鐵彈”的彈尾或彈鼻上。炸彈所附接的“彈尾組件”當中裝有陀螺儀，使得它成為Azon裝置，通過操作一對副翼使其在滾轉軸上自動穩定下來，而無線電控制系統用以操作比例項控制舵，從而直接控制炸彈的橫向瞄準方向；至於裝設於彈尾的接收器組件的天線內置於尾部表面組件的對角支撐撐桿當中。炸彈的接收器和控制系統是由24伏特电池所供電，電池壽命約為三分鐘。附接的“彈尾組件”當中的整個裝置足以將武器從5,000英尺（1,500公尺）的投放高度引導至目標。炸彈的尾部設有一個600,000坎德拉的發焰筒，它還會留下了明顯的煙霧痕跡，使得投彈手能夠從控制中的飛機以上進行觀察和控制。在戰鬥中使用時，它是由团结飞机公司所研製、並且為AZON而經過修改的B-24“解放者”重型轟炸機所投放；而Azon在美國早期的研發測試投放階段時期，有時亦會將B-17“飛行堡壘”用作投放平台。“彈尾組件”僅重96磅，但由於其尺寸，炸彈必須安裝在更大的2,000磅級的炸彈以上。而且搭載在B-24“解放者”以上時，其載彈量被限制為4枚，但有時會5枚甚至6枚。駐紮於霍舍姆·聖·菲斯皇家空軍基地的第458轟炸機大隊的大約10名機組人員接受了投放訓綀，可以在歐洲戰場當中用以投放該炸彈。
當該炸彈從4,000公尺的高度掉落時，炸彈會造成一個6×60公尺的矩形撞擊範圍；而只控制炸彈在方位方向上的路徑的功能，因此使得AZON炸彈最適合長而狹窄的目標，例如橋樑或鐵路。使用AZON炸彈的一個缺點是，投放炸彈以後無法立即不管炸彈，因為投彈手必須將炸彈放在視野當中，以便他可以引導炸彈。投彈手使用BC-1156控制杆控件，藉以向左或向右調整炸彈的航向。定向命令通過專用的無線電系統發送到制導套件。
1945年初，駐紮於印度潘達維斯瓦爾機場的第493轟炸中隊也以多架經過類似改裝的B-24“解放者”投放Azon炸彈，並且取得了相當大的成功，完全滿足了武器設計師對該炸彈的初衷。

## 投放Azon的行動

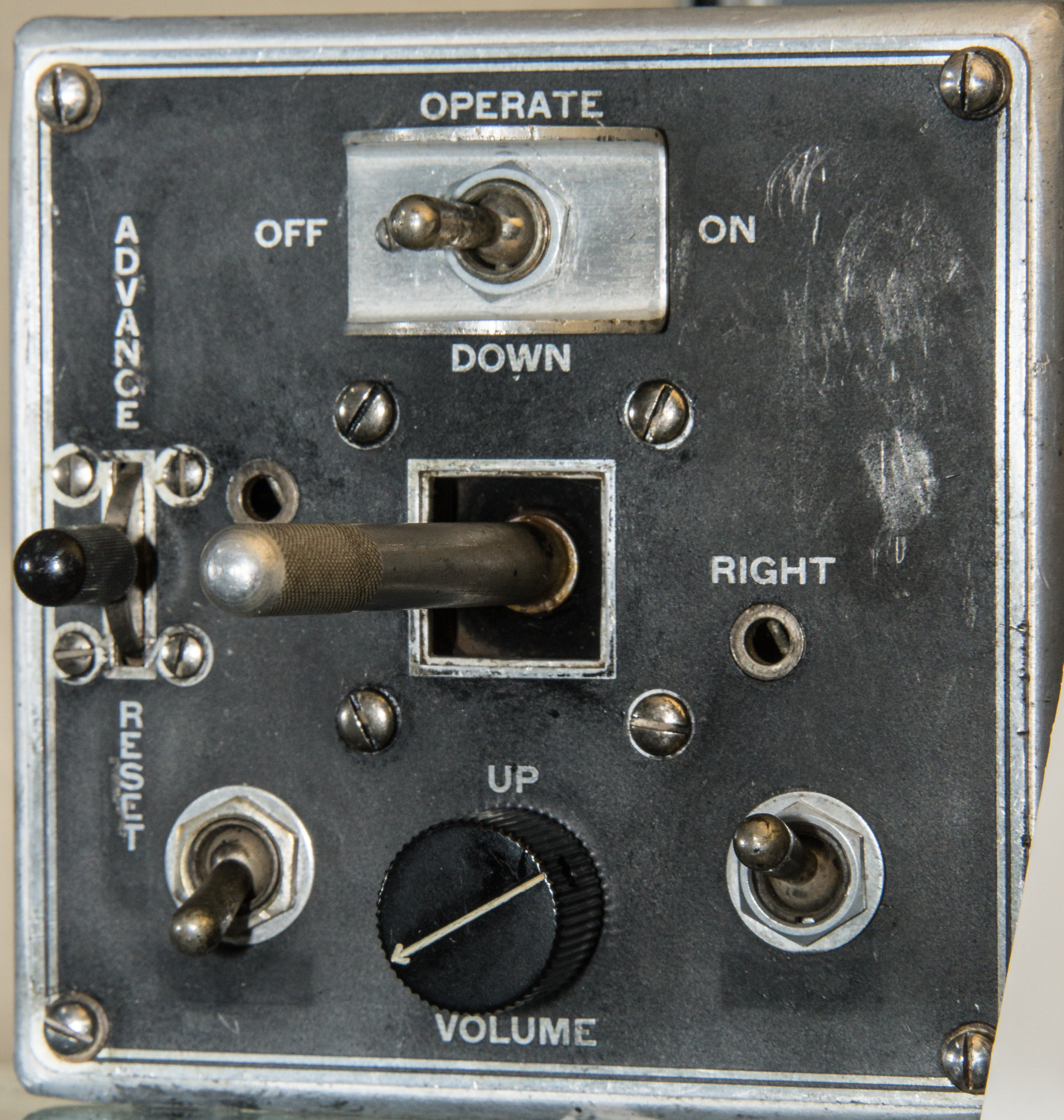
投彈手使用BC-1156控件以上的控制杆，藉以向左或向右調整炸彈的航向。

| 目標               | 日期          | 結果 |
| ------------------ | ------------- | --- |
| 默伦               | 1944年6月8日  | 任務400：Azon部隊對默伦橋的空襲被雲霧阻撓失敗。 |
| 索姆河畔漢姆       | 1944年6月14日 | 任務412：15架B-24當中，其中7架命中了漢姆索姆河上的橋樑，還有另外5架使用Azon炸彈打擊了機會目標；任務中沒有損失。                                                         |
| 埃塔普勒           | 1944年6月15日 | 任務414：12架B-24使用Azon炸彈空襲埃塔普勒的鐵路橋樑，另外7架使用同型炸彈空襲Pecrone的鐵路橋樑。                                                                         |
| 索米尔             | 1944年6月22日 | 任務432：10架B-24當中，其中9架使用Azon炸彈空襲索米爾橋。 |
| 埃斯泰尔奈         | 1944年8月17日 | 任務558：派出10架B-24，原定對埃斯泰尔奈附近的萊斯富隆鐵路橋樑投放Azon炸彈，但由於天氣惡化，該任務被迫放棄。                                                             |
| 穆尔代克           | 1944年8月25日 | 571號任務：10架B-24全數執行投放Azon炸彈的任務，攻擊荷蘭穆尔代克的鐵路橋樑，但投放的全部40枚炸彈都未能命中目標。                                                         |
| 穆尔代克           | 1944年8月26日 | 任務577：使用9架飛機，第二次試圖對穆尔代克鐵路橋樑進行轟炸，但是雲層阻撓了攻擊。                                                                                        |
| 拉芬斯泰因         | 1944年9月1日  | 任務597：配備Azon的12架B-24全數無損命中了荷蘭拉芬斯泰因鐵路橋樑。 |
| 黑明施泰特和克罗普 | 1944年9月13日 | 任務629：在執行Azon任務的11架B-24當中，其中6架空襲了黑明施泰特煉油廠，還有另外5架命中了次要目標，克罗普的軍火庫。第二天，阿佛洛狄忒行动當中也以制導炸彈襲擊黑明施泰特。 |

## 精度
結論是，第7轟炸團所投放的AZON的準確性為10％至15％。分析這些情報的陸軍航空軍將AZON取得的結果總體上評定為差劣。當中有很多原因：
- 視覺制導會限制其準確性。如果投放高度過高，目標附近的區域會顯得模糊。最佳的投放高度定為4,500公尺。
- 在高度5,900公尺以上，炸彈掉落速度會過快，難以完全控制。
- 通常，雲覆蓋率在20％到40％之間就會導致它們變得不可制導。即使在晴朗的天氣以下，突如其來的烏雲亦會擋住了轟炸機投彈手的視線，以致無法導航。
- 強大的防空火力所引發的爆炸導致飛機震盪，影響其瞄準。

它還具有以下缺點：
- 在制導AZON的時候，轟炸機需要保持水平飛行30秒鐘，並且禁止回避運動。但轟炸機也是高射砲的目標，這樣一來增加了被擊落的風險，因而不能向防禦火力強大的目標投放。
- 無論是否在惡劣的天氣當中，所涉及的影響都很大。1944年歐洲的天氣被英國評為40年來最惡劣的天氣，諾曼底登陸當天第753轟炸機中隊（英语：753d Bombardment Squadron）的任務，在一天內被取消3次。

也就是說，AZON本身的制導系統總體上運行良好，可用於作戰任務。雖然期間亦研發了具有改進的瞄準和操縱穩定性的VB-3拉松式制導炸彈，但也是戰後才完成。

## 資料來源
1. 1 2 3 4 5  United States Office of Strategic Services.  (YouTube). The Digital Implosion. 1943  [21 July 2013]. （原始内容存档于2017-04-05）.
2. ↑  廣田厚司『AZON誘導爆弾』50、51頁
3. ↑  廣田厚司『AZON誘導爆弾』50頁
4. ↑  廣田厚司『AZON誘導爆弾』51頁
5. ↑  廣田厚司『AZON誘導爆弾』52頁
6. ↑  458th Bombardment Group (H) （页面存档备份，存于）, 458th Bombardment Group (H) [dostęp 2016-05-28].
7. ↑  Frantiska, Joseph, Jr. . 2018-12-07  [2019-01-21]. （原始内容存档于2017-05-05）.
8. ↑  Marion. . oldchinahands.   [March 20, 2012]. （原始内容存档于2012-03-06）. |url-status=和|dead-url=只需其一 (帮助)
9. ↑  .   [2007-05-25]. （原始内容存档于2007-09-12）. |url-status=和|dead-url=只需其一 (帮助) June （页面存档备份，存于） , July Archive.today的存檔，存档日期2008-03-03, August, September （页面存档备份，存于）
10. ↑  .   [2011-02-11]. （原始内容存档于2010-10-18）.
11. ↑  .   [2020-03-07]. （原始内容存档于2020-01-06）.
12. ↑  廣田厚司『AZON誘導爆弾』52、53頁
13. ↑  廣田厚司『AZON誘導爆弾』53頁

## 外部連結
- （英文）—The Dawn of the Smart Bomb（页面存档备份，存于）
- （英文）—Guided weapons of World War II
- （英文）—GB series weapons（页面存档备份，存于）
- （英文）—Account of AZON Bomb Use by the 458th Bomb Group in ETO（页面存档备份，存于）
- （英文）—Account of AZON Bomb Use by the 493rd Bomb Squadron in CBI Theater
- YouTube.com—WW II video of AZON Bomb Drop over Burma（页面存档备份，存于）
- YouTube.com—Another video of AZONs in action over Burma（页面存档备份，存于）